# Sarliac-sur-l'Isle
Sarliac-sur-l'Isle is een gemeente in het Franse departement Dordogne (regio Nouvelle-Aquitaine). De plaats maakt deel uit van het arrondissement Périgueux. Sarliac-sur-l'Isle telde op 1 januari 2022 1.050 inwoners.

## Geografie
De oppervlakte van Sarliac-sur-l'Isle bedraagt 9,57 km², de bevolkingsdichtheid is 107 inwoners per km² (per 1 januari 2019).
De onderstaande kaart toont de ligging van Sarliac-sur-l'Isle met de belangrijkste infrastructuur en aangrenzende gemeenten.

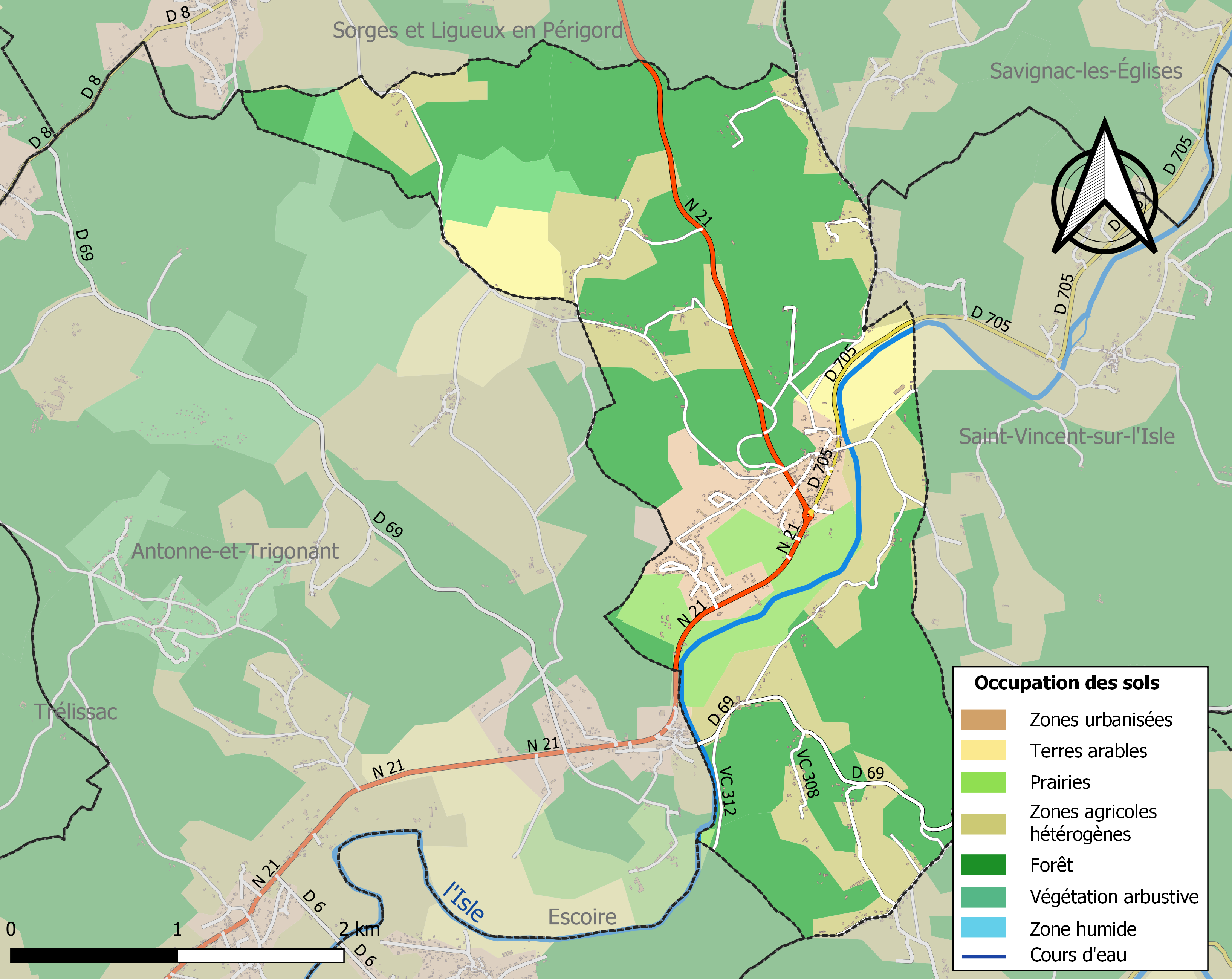

## Demografie
Onderstaande figuur toont het verloop van het inwonertal (bron: INSEE-tellingen).